# Parthenium hysterophorus
Espèce
Parthenium hysterophorus, le parthénium matricaire, aussi appelé absinthe marron ou fausse camomille, est une espèce de plantes à fleurs dicotylédones de la famille des Asteraceae, originaire des régions tropicales d'Amérique.
Il s'agit d'une plante herbacée annuelle à forte racine pivotante, se reproduisant par graines, qui peut atteindre 2,5 m de haut.
C'est une mauvaise herbe des cultures, des parcours et des friches, envahissante et toxique.
Cette espèce a été accidentellement introduite dans plusieurs pays dont l'Australie, l'Inde, Taïwan et l'Éthiopie. Dans certaines régions, elle est devenue une mauvaise herbe agricole et des parcours extrêmement agressive, considérée comme l'une des sept espèces les plus dévastatrices du monde. C'est une plante allergisante pour certaines personnes et dont la consommation par le bétail peut altérer les viandes.
Des travaux de recherches menés en 2021 ont montré qu'en Afrique de l'est, Parthenium hysterophorus pourrait favoriser la propagation du paludisme en offrant une nourriture et un gîte particulièrement apprécié des moustiques.
Certaines populations de Parthenium hysterophorus ont été signalées comme résistantes à divers herbicides.
En Europe, Parthenium hysterophorus est inscrite depuis 2016 dans la liste des espèces exotiques envahissantes préoccupantes pour l’Union européenne. Cela signifie qu'elle ne peut pas être importée, cultivée, commercialisée, plantée, ou libérée intentionnellement dans la nature, et ce nulle part dans l’Union européenne.
En France, cette espèce est légalement inscrite sur la liste annexe de l'Arrêté du 14 février 2018 relatif aux espèces végétales exotiques envahissantes sur le territoire métropolitain.

## Description

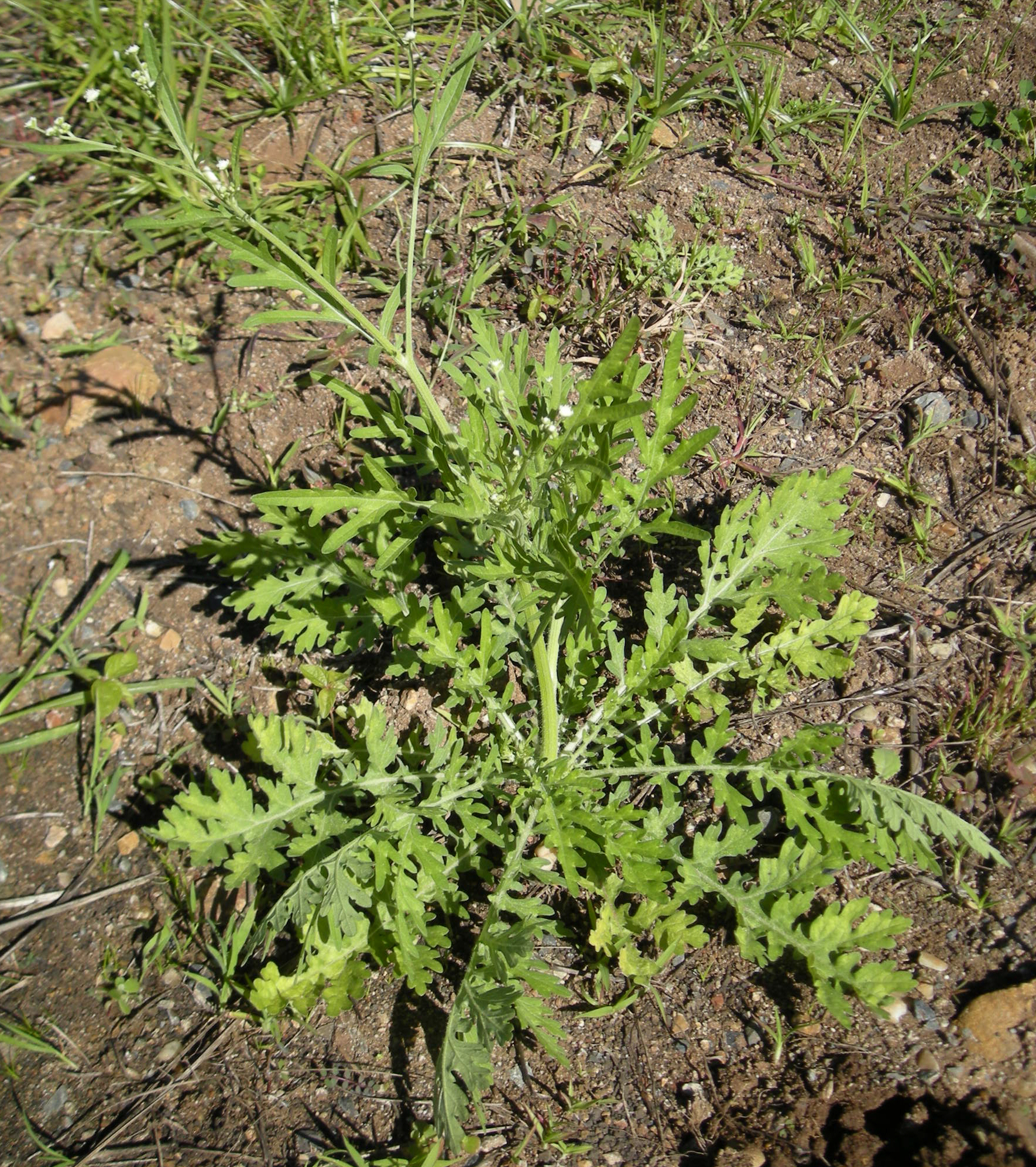
Jeune plant montrant la rosette basale.

### Aspect général
Parthenium hysterophorus est une plante annuelle ou vivace de courte durée à port dressé. Elle se caractérise par une croissance très vigoureuse, des tiges ramifiées et une forte racine pivotante. Elle fait de 30 à 90 cm de haut dans son aire d'origine (Amérique tropicale), mais peut atteindre 2,50 mètres de haut dans les nouvelles régions où elle s'est établie.
Les jeunes plants se présentent d'abord sous la forme d'une rosette basale et peuvent subsister ainsi pendant de longue période, tant que les conditions environnementales, notamment de température et d'humidité, ne sont pas favorables à la croissance des tiges.

### Tiges
Les tiges pubescentes, raides, à section angulaire, rainurées longitudinalement, deviennent ligneuses en vieillissant.

### Feuilles
Les feuilles de la rosette, de couleur vert pâle, pubescentes, sont profondément lobées et mesurent de 8 à 20 cm de long sur 4 à 8 cm de large.
Les feuilles portées par les tiges sont alternes, plus petites, plus étroites et moins découpées que celles des rosettes.
Les feuilles comme les tiges sont couvertes de trichomes courts et souples, dont on connaît quatre types caractéristiques qui sont un caractère taxinomique important pour distinguer les espèces du genre Parthenium.

### Fleurs
Les inflorescences sont des capitules pédonculés et légèrement poilus, en position tant terminale qu'axillaire. Ces capitules blancs, de 3 à 5 mm de diamètre, sont composées de nombreux fleurons.
Chaque capitule compte cinq à huit fleurons ligulés fertiles et environ 40 fleurons mâles tubulés.
Le premier capitule apparaît à l'aisselle de la feuille terminale, puis les autres apparaissent à l'aisselle des feuilles situées plus bas le long de la tige et sur les ramifications latérales.
Chaque plant peut produire des milliers d'inflorescences, groupées en grappes ramifiées au cours de la saison.

### Fruits
Les semences sont des akènes noirs, obovoïdes, d'environ 2 mm de long sur 1,5 mm de large, poilus au sommet portant un pappus formé de 3 ou 4 écailles membraneuses recourbées, de 0,5 mm de long, de couleur jaune paille (issus de fleurons stériles) qui facilitent leur dispersion,.

## Distribution et habitat
L'aire de répartition de Parthenium hysterophorus s'étend sur tous les continents à l'exception de l'Europe.
On la rencontre :
- en Asie (Bangladesh, Inde, Japon, Népal, Pakistan, Sri Lanka, Taïwan),
- dans la partie Est de l'Afrique (Afrique du Sud, Éthiopie, Érythrée, Kenya, Madagascar, Maurice, Mayotte, Mozambique, Ouganda, La Réunion, Seychelles, Somalie, Swaziland, Zimbabwe)
- et dans les Amériques : Amérique du Nord (Bermudes, États-Unis, Mexique), en Amérique Centrale et dans les Caraïbes (Antilles néerlandaises, Cuba, république Dominicaine, Guadeloupe, Guatemala, Honduras, Jamaïque, Martinique, Porto Rico, Saint Barthélemy, Trinité-et-Tobago) et en Amérique du Sud (Argentine, Bolivie, Brésil, Équateur, Pérou, Paraguay, Venezuela)
- ainsi qu'en Océanie : Australie, Hawaï, Nouvelle-Calédonie (où elle est considérée envahissante[2],[10]), Papouasie-Nouvelle-Guinée, Polynésie française, Vanuatu[11].

Parthenium hysterophorus est une espèce pionnière qui peut coloniser les terres perturbées et cultivées, aussi bien les champs cultivés, les cultures pérennes telles que vignobles, vergers, oliveraies, etc., les pâturages, les friches, les bords de routes et de voies ferrées, que les berges des cours d'eau et des zones inondables.

## Toxicité

Structure d'une molécule de parthénine.

Le contact avec la plante provoque des dermatites et des troubles respiratoires chez l'homme, et des dermatites chez les bovins et autres animaux domestiques. La principale substance responsable est la parthénine, alcaloïde très toxique,.
Elle est également responsable de l'amertume du lait lorsque le fourrage donné aux vaches laitières est contaminé par des feuilles de Parthenium hysterophorus.
Parmi les effets allélopathiques de l'espèce, la présence de grains de pollen de  Parthenium hysterophorus inhibe la nouaison  chez diverses plantes cultivées, notamment chez la tomate, l'aubergine et les haricots.

## Taxinomie

### Noms vernaculaires
Parthenium hysterophorus est désignée en français par divers noms vernaculaires, notamment dans les Antilles et en Guyane française, à la Réunion et en Nouvelle-Calédonie : parthénium matricaire, absinthe marron, absinthe bâtard, camomille pays, camomille, camomie, camomille balais, camomille z'oiseaux, fausse camomille, herbe-à-pian, herbe blanche, matricaire, petit verdier,.
Le nom d'herbe-à-pian qui lui est donnée à la Réunion vient de son utilisation en médecine traditionnelle contre la maladie du pian, tréponématose endémique dans les régions tropicales, due à un tréponème (Treponema pertenue). 

### Synonymes
Selon Catalogue of Life (17 février 2016) :
- Argyrochaeta bipinnatifida Cav.,
- Argyrochaeta parviflora Cav.,
- Echetrosis pentasperma Phil.,
- Parthenium bipinnatifidum (Ortega) Rollins,
- Parthenium glomeratum Rollins,
- Parthenium hysterophorus var. hysterophorus,
- Parthenium lobatum Buckley,
- Parthenium pinnatifidum Stokes,
- Villanova bipinnatifida Ortega.

### Liste des variétés
Selon Tropicos (17 février 2016) :
- variété Parthenium hysterophorus var. lyratum A. Gray

## Utilisation
Parthenium hysterophorus est utilisée en médecine populaire à titre de fébrifuge et dans le traitement de l'herpès. Son principe actif cristallisé, la parthénine, a été utilisé contre les névralgies crâniennes et faciales. La plante serait également astringente et emménagogue.